# Résilience communautaire
Vous pouvez aider à l'améliorer ou bien discuter des problèmes sur sa page de discussion.
- Il peut contenir un travail inédit ou des déclarations non vérifiées. Vous pouvez l’améliorer en ajoutant des références. (Marqué depuis janvier 2021)

Vous pouvez aider à l'améliorer ou bien discuter des problèmes sur sa page de discussion.
- Il ne cite pas suffisamment ses sources. Vous pouvez indiquer les passages à sourcer avec {{référence nécessaire}} ou {{Référence souhaitée}}, et inclure les références utiles en les liant aux notes de bas de page. (Marqué depuis avril 2024)
- Son texte doit être wikifié : il ne correspond pas à la mise en forme Wikipédia (style, typographie, liens internes, liens entre les wikis, etc.). (Marqué depuis janvier 2021)
- Il a besoin d'un nouveau plan. (Marqué depuis janvier 2021)

- Archive Wikiwix
- Bing
- Cairn
- DuckDuckGo
- E. Universalis
- Gallica
- Google
- G. Books
- G. News
- G. Scholar
- Persée
- Qwant
- (zh) Baidu
- (ru) Yandex
- (wd) trouver des œuvres sur Wikidata

Pour les articles homonymes, voir Résilience.
La résilience communautaire (ou résilience collective) est la capacité d'une communauté de continuer à vivre, fonctionner, se développer et s'épanouir après un traumatisme ou une catastrophe.
Une communauté résiliente est un groupement de personnes structuré et organisé pour s'adapter rapidement au changement, surmonter un traumatisme, tout en maintenant sa cohésion et des relations ouvertes avec le reste du monde. Elle s'efforce d'améliorer son quotidien en tissant à nouveau du lien social, en misant davantage sur la solidarité.
La résilience communautaire se veut l'application concrète du concept de résilience à l'échelle d'une communauté.
L'homme est un être social, étroitement lié à son entourage, qui s'épanouit et s'organise en groupe. L'homme peut être exposé à des traumatismes d'ordre personnel (comme la perte d'un proche, la maladie), mais aussi à des événements extérieurs, qui peuvent affecter sa communauté (catastrophe naturelle, choc économique, rupture dans les réseaux d'approvisionnement, etc.). De ce fait, son autonomie au sein de la société est relative et surtout fragile. L'homme moderne est généralement dépendant des chaînes logistiques qui permettent l'approvisionnement des énergies, des biens et des services.
Développer la résilience collective passe donc inévitablement par le développement de l'autonomie du groupe et par un travail de dépassement du traumatisme, au niveau personnel et collectif. La résilience individuelle est étroitement liée à une faculté de résilience collective.
Un parallèle peut être fait avec le domaine de la santé : la résilience du corps ne concerne qu'un seul individu, mais dans d'autres domaines comme la traumatologie, les séquelles non organiques (psychologiques ou sociopsychologiques) se considèrent dans un contexte de relation avec l'autre.
La résilience d'un couple, d'une famille, concerne bien sûr ses membres, mais aussi leur entourage et les générations à venir : les parents cherchent généralement à offrir à leurs enfants une situation qu'ils considèrent comme « meilleure » que celle qu'ils ont connue, avec des effets collectifs souvent imprévus.

## Bases et définitions

### Résilience
La résilience est un terme qui vient de la physique. Il s’agit de la capacité d’un matériau à revenir à sa forme initiale après un choc.
Le terme a été utilisé par la suite dans d'autres domaines, comme l'écologie, où il désigne l'aptitude d'un écosystème à se régénérer après un choc, par exemple une forêt naturelle après un incendie.
Employé aussi en psychologie, notamment grâce au travail de Boris Cyrulnik, la résilience correspond à la capacité qu’a un individu de continuer à vivre et à s’épanouir après un traumatisme.

### Communauté
Une communauté est un regroupement humain, pouvant revêtir différentes formes. Comme son nom l'indique elle « met des choses en commun ». Les communautés répondent principalement à deux types d'organisation spatiale : le réseau ou la zone.
Un réseau est composé d'individus (ou de groupes d'individus) dispersés géographiquement, qui sont liés par un intérêt commun. Par exemple : les réseaux sociaux ou forums internet, le cercle de bénévoles d'une association, une famille dont les membres sont dispersés, etc.
Une zone est un regroupement d'individus établi sur un lieu défini géographiquement. Par exemple : un quartier, un village, un immeuble...
Toute communauté en zone est forcément liée à un réseau, mais l’inverse n’est pas forcément vrai. Un réseau peut ne pas avoir d'attaches spatiales, il peut être complètement nomade et conserver ses connexions, sa structure, ses règles, etc.

### Résilience communautaire
La résilience communautaire est donc la capacité d'une communauté de continuer à vivre, fonctionner, se développer et s'épanouir après un traumatisme ou une catastrophe.
Les bouleversements susceptibles d'impacter les communautés humaines peuvent être graduels ou brutaux, de diverses origines : catastrophe naturelle, guerre, rupture dans l'organisation ou la structure d'une société, choc économique, etc.
Une communauté résiliente est donc un groupement de personnes structuré et organisé pour s'adapter rapidement au changement, surmonter un traumatisme, tout en maintenant sa cohésion et des relations ouvertes avec le reste du monde.
Les qualités et aptitudes nécessaires à la résilience d'un groupe sont relativement similaires à celles utiles à la résilience individuelle.

## Qualités mentales
Il n'y a pas de résilience possible sans aptitude à dépasser le traumatisme et/ou le changement, puis à l'intégrer.
Dépasser le traumatisme, c'est être capable de le « penser », et de gérer les émotions qui y sont liées. Cela passe par un modèle mental qui inclut le changement ou l’événement traumatique comme étant « possible » et surmontable.
Une des clés est la prise de conscience des dangers divers auxquels nous sommes exposés, de la probabilité qu’un événement perturbateur, voire qu'une catastrophe se produise et de son impact sur la vie courante. Une autre clé est la connaissance de l’histoire, et du vécu des anciens. Cela facilite la prise de conscience en mettant en lumière ce qu'il s'est déjà passé, tout en suggérant que les groupes humains ont toujours trouvé des solutions pour continuer à vivre malgré les catastrophes rencontrées.
Ce modèle mental facilite et accélère le « deuil », qui est une phase normale dans l’acceptation du changement ou du traumatisme. Individuellement ou collectivement, un deuil mené à son terme aboutit à une reprise d'énergie, alors qu’un échec du deuil aboutit à une phase de dépression.
Il est aussi important de s'adapter rapidement au changement pour garantir une continuité dans l'organisation de la communauté. Le développement d'un modèle mental ouvert et capable de flexibilité est donc une autre nécessité.
L'adaptabilité et la réactivité sont indispensables pour éviter une phase de rupture. Cela passe par une ouverture à la différence et à la nouveauté, d'un point de vue individuel et collectif. Trop de conformisme limite les capacités d'adaptation et restreint l'imagination de solutions.
La diversité du groupe est un atout pour la créativité. En revanche, les différences peuvent nuire à la cohérence de la communauté lorsqu'elles sont mal acceptées et intégrées. Le groupe doit donc être capable d'assimiler ses différences et d'en tirer profit.
Ces modèles mentaux constituent une base nécessaire, une fondation à partir de laquelle vont se développer les autres capacités favorables à la résilience.

## Capacité à maintenir des liens
Il est important d'éviter le repli sur soi, tant au niveau individuel que collectif : il est important de maintenir du lien malgré le changement.
D'une part, en conservant du lien avec « les autres ». Avec les autres membres du groupe bien sûr, mais aussi avec les autres communautés. Pour rester efficace et continuer à se développer, un groupe ne doit pas se couper du monde et se replier sur lui-même, mais continuer à échanger.
La cohésion est capitale, ainsi que le maintien d'un fonctionnement collectif. Une résilience solide est forcément collective : les individus meurent, migrent, évoluent, mais la communauté perdure et continue de s'épanouir.
La forêt naturelle est un exemple fort de résilience : si un arbre meurt, si une espèce animale ou végétale est décimée, si un incendie la ravage, la forêt va se reconstruire : la végétation et la vie vont réapparaître, grâce à l'action conjointe de tous les composants.
D'autre part, en maintenant un lien avec la réalité. Pour cela, il faut avoir une construction suffisamment commune de la « réalité » pour qu’elle survive à un choc et continue à rassembler. Cela peut être les traditions, les normes et habitudes, les règles de courtoisie, de politesse : tout ce qui renforce le sentiment d’appartenance, et qui permet à l'individu de s’identifier au groupe.
Un certain conformisme est utile pour maintenir le lien, à travers les codes communs qu’il met en place. Cependant ces codes peuvent, et doivent être adaptables eux aussi pour garantir la résilience d’un groupe. Ils doivent pouvoir évoluer tout en restant efficaces.
Une communauté qui peut tolérer et assimiler le changement, sans rupture, sans exploser et en maintenant ces liens, fait preuve de flexibilité et de résilience.

## Aptitudes à l'innovation
Avec pour base un modèle mental ouvert et flexible, une communauté résiliente doit pouvoir développer rapidement de nouvelles compétences, de nouvelles, techniques, de nouveaux outils, tout en sachant s'inspirer des techniques déjà existantes.
L'anticipation est nécessaire, pour éviter la phase de rupture, et garantir la continuité du fonctionnement de la communauté. Pour cela, il faut prendre conscience des risques auxquels le groupe est exposée et de leur impact possible sur son organisation. En ayant une vue d'ensemble de ses besoins et de ses ressources, il est possible de réfléchir efficacement à des solutions potentielles, et éviter ainsi de se trouver désemparé.
En complément de l'innovation, il est incontournable de s'inspirer de techniques et de solutions déjà existantes. En effet, selon le contexte et les ressources, des méthodes ayant été utilisées par le passé ou étant utilisées dans d'autres régions peuvent s'avérer très adaptées, ou facilement adaptables. L'importance du lien est encore primordiale ici : lien avec le passé, avec les autres communautés.
Une des conditions essentielles à l'innovation est la diversité dans la communauté. À l'inverse de la spécialisation, la diversité permet de disposer de compétences et de savoirs variés et complémentaires. Un groupe ouvert à la diversité, à la créativité, à la différence et aux erreurs qui vont forcément avec, se donne les outils pour créer des solutions aux problèmes émergents.

## Avantages, développement et améliorations
Une communauté capable de résilience a beaucoup plus de chances de s'adapter et de surmonter les traumatismes lors de catastrophes ou de changements rapides de ses conditions de vie.
En développant sa résilience, une communauté améliore aussi le quotidien de ses membres et favorise leur épanouissement, renforce leur liberté et le respect de leurs différences. Une communauté résiliente est un système au fonctionnement complexe, en équilibre constant entre tradition et innovation, stabilité et mouvement.
Ce concept est particulièrement intéressant pour le développement durable et la gestion de crise. En effet, en gestion « classique » des crises, on gère souvent le symptôme et les dégâts, plutôt que de se pencher en amont sur le risque et les enjeux, et sur la capacité de l'organisme ou du groupe à se réparer ou à retrouver un équilibre.
Chaque groupe a possibilité de développer sa résilience collective par des actions diverses et progressives.
Cela peut commencer par un renforcement des liens via des activités diverses, ou organiser des groupes de travail et de réflexion pour trouver des solutions pratiques.
Avec de la créativité, toutes sortes de solutions peuvent être imaginées : pour développer des ressources alimentaires locales (potager ou poulailler collectif), pour mieux gérer les besoins en biens de consommation courante (achat en commun de certains biens, etc.), pour élaborer un réseau d'entraide ou de partage de connaissances qui permette de rendre certains services plus accessibles, ou encore un réseau de troc de biens et services. Beaucoup de solutions sont imaginables, selon le contexte, les ressources, les besoins des communautés.